# Bandera del estado Portuguesa
La bandera del Estado Portuguesa está compuesta por tres franjas horizontales: azul la superior, blanco la central y verde la inferior.

## Simbología
El color azul representa la bóveda celeste del firmamento como referencia espiritual del hombre llanero en su dimensión humana (su vida, sus costumbres, quehacer cotidiano).
El color blanco representa la prístina pureza, la armonía donde se une el mundo material y el mundo espiritual para los más nobles propósitos.
El color verde representa la exuberante riqueza natural y agropecuaria del Estado, escenario para el esfuerzo y el trabajo de nuestros habitantes.
En la franja superior aparece un sol amarillo que irradia halos de luz, símbolo de poder, de riquezas, de dinamismo y de generosidad, inspirado en la figura geométrica del arte aborigen, que representa la continuidad histórica del poblamiento del Estado. Energía creadora de sus habitantes como fuerza viva que garantiza a fe en el porvenir...
- Datos: Q1818422